# シュトゥット石
シュトゥット石 (Studtite) は組成式 [(UO2)O2(H2O)2]·2(H2O) または UO4·4(H2O) で表されるウランの風化鉱物で、ウランのアルファ崩壊による水の放射線分解で生成した過酸化物を含んでいる。晶癖は淡黄色から白色の針状結晶を示す。
シュトゥット石はコンゴ民主共和国カタンガ州のシンコロブエ鉱山で得られた標本からVaesにより1947年に記載され、その後いくつかの産地が報告された。イギリスの探鉱家・地質学者でベルギーのため働いたフランツ・エドワルト・シュトゥットにちなんで命名された。
シュトゥット石を空気中に放置すると短時間のうちにメタシュトゥット石(Metastudtite) UO4·2(H2O) に変化する。化学的には単純な構造であるが、シュトゥット石とメタシュトゥット石以外に過酸化鉱物は知られていない。
長期間にわたって水中で保管された放射性廃棄物の表面に生成されることがあり、実際にハンフォード・サイトで保管されていた使用済み核燃料の表面から見つかっている 。また、チェルノブイリ原子力発電所事故の炉心溶融物からもシュトゥット石が見つかっている。これらのことから、シュトゥット石やメタシュトゥット石のような過酸化ウラニルは、酸化ウランやウランのケイ酸塩鉱物のように長い研究により理解の進んだ鉱物に代わる放射性廃棄物の重要な変異生成物であると考えられている。これは、ユッカマウンテン放射性廃棄物処分場のような地層処分施設における長期保管に影響を与えかねないからである。シュトゥット石とメタシュトゥット石の性質に関する情報はまだ十分でなく、放射性廃棄物の安定性に正負どちらの影響があるか分かっていない。しかし、不溶性の4価ウランが腐食によって可溶性のウラニルイオンになって移行する経路があることは確かである。